# B28

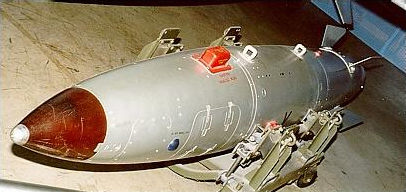
B28RE

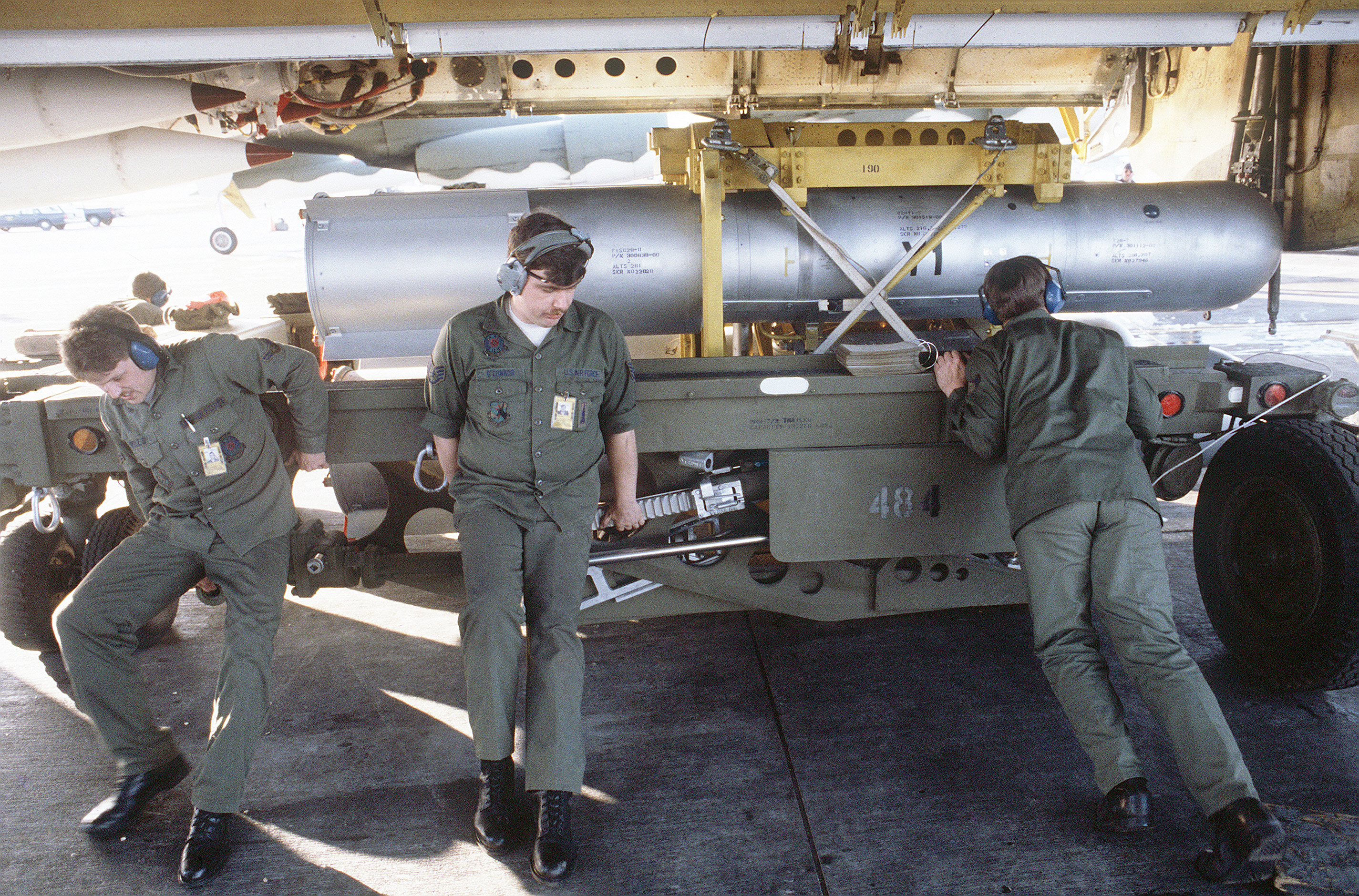
Выгрузка B28FI из Boeing B-52H в 1984 году.

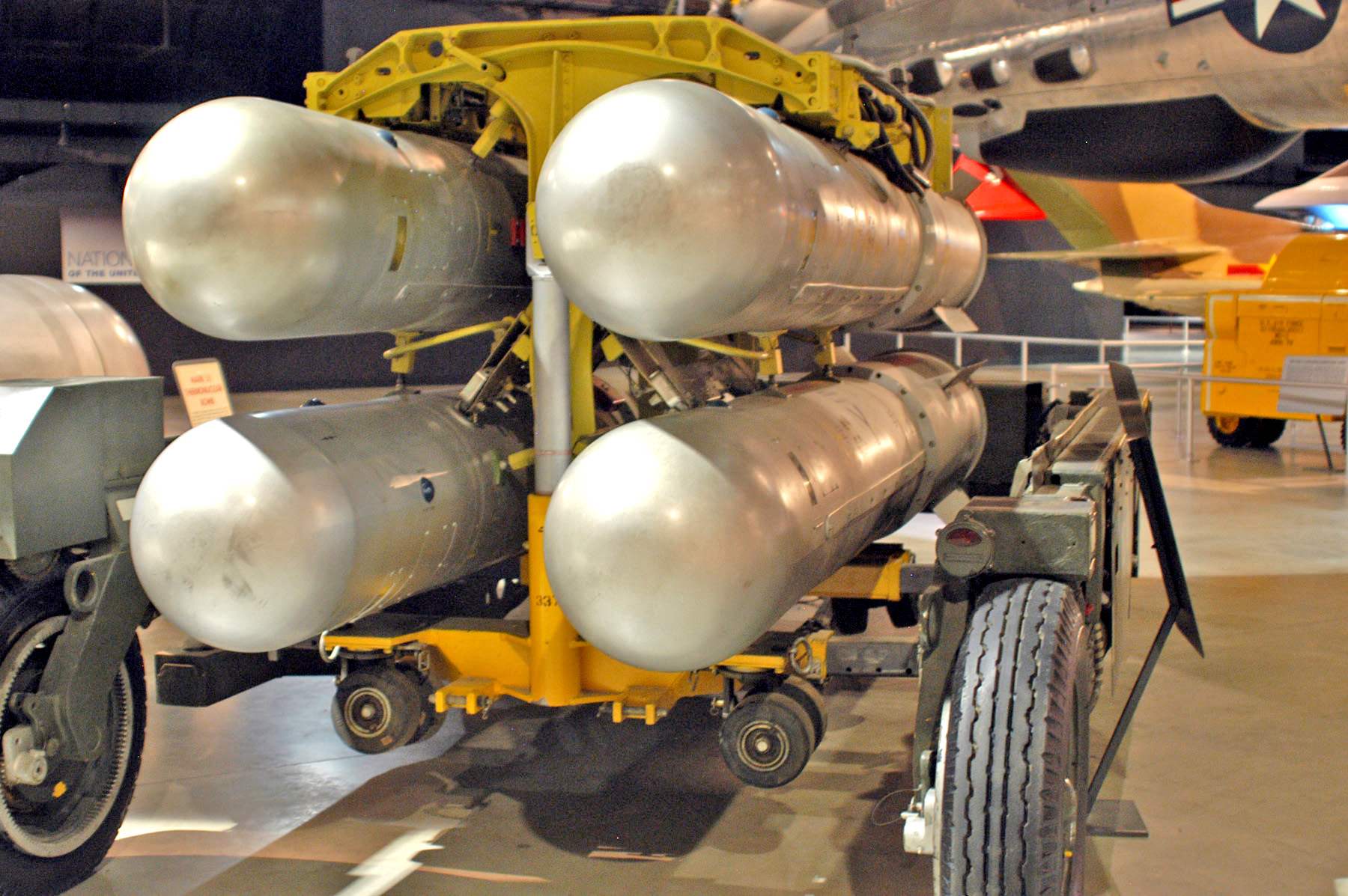
4 бомбы в музее USAF, Ohio

B28 (изначально Mark 28) — термоядерная бомба, стоявшая на вооружении ВВС США, и предоставлявшаяся, в 1960—1970 гг., в. соответствии с программами сотрудничества НАТО, также ВВС Великобритании и Канады. Была разработана Лос-Аламосской национальной лабораторией. Производство велось на Заводе по производству ядерного оружия «Пэнтекс», компанией Mason & Hanger-Silas Mason Co., Inc. (M&H) по заказу Комиссии по атомной энергии США.
Бомбы B28 производились с августа 1958 года по май 1966 года, и стояли на вооружении вплоть до начала 1990-х годов, было произведено около 4500 единиц. Бомба имела модульную конструкцию и производилась в различных вариантах, отличавшимися мощностью взрыва (от 70 килотонн до 1,45 мегатонн тротилового эквивалента), способами доставки и детонации, а также другими параметрами. Диаметр бомбы был примерно 58 см, вес и длина варьировались, в зависимости от модификации от 2,44 м до 4,32 м и от 711 кг до 1053 кг соответственно. В наибольших количествах выпускались пять вариантов:
- B28EX (EXternal) — свободнопадающая бомба в аэродинамическом корпусе, для транспортировки на внешней подвеске;
- B28RE (Retarded External) — бомба в аэродинамическом корпусе, для транспортировки на внешней подвеске, снабжённая парашютом;
- B28IN (INternal) — свободнопадающая бомба для транспортировки во внутреннем отсеке, предназначалось, главным образом, для F-105;
- B28RI (Retarded Internal) — бомба для транспортировки во внутреннем отсеке, снабжённая парашютом;
- B28FI (full Fusing Internal) — бомба для транспортировки во внутреннем отсеке снабжённая парашютом; была специально разработана по заданию Стратегического командования ВВС США для доставки бомбардировщиками B-52 на бреющем полёте. Единственный вариант обеспечивавший воздушную и наземную детонацию и детонацию с задержкой по времени.

За время эксплуатации произошли как минимум две катастрофы бомбардировщиков с B28 на борту:
- Авиакатастрофа над базой Туле.
- Авиакатастрофа над Паломаресом.

Несмотря на экстремальные условия авиакатастрофы, ни один из инцидентов не привёл к ядерному взрыву, тем не менее, разрушение бомб в катастрофах над Паломаресом и Туле привели к серьёзному радиационному заражению местности.
Четыре бомбы Mark 28 демонстрируются в галерее, посвящённой Холодной войне в национальном музее USAF, в городе Дейтон, штат Огайо.